# Kabinett Mergenthaler
Das Kabinett Mergenthaler bildete vom 12. Mai 1933 bis April 1945 die Landesregierung von Württemberg.

## Mitglieder
| Amt                                            | Name                                     | Bild | Partei | Partei    |
| ---------------------------------------------- | ---------------------------------------- | ---- | ------ | --------- |
| Ministerpräsident Kult                         | Christian Mergenthaler                   |      |        | NSDAP     |
| Inneres Justiz (am 4. Dezember 1934 aufgelöst) | Jonathan Schmid                          |      |        | NSDAP     |
| Finanzen                                       | Alfred Dehlinger bis 1942                |      |        | parteilos |
| Finanzen                                       | Karl Waldmann seit 1942 geschäftsführend |      |        | NSDAP     |
| Wirtschaft                                     | Oswald Lehnich bis Januar 1936           |      |        | NSDAP     |
| Wirtschaft                                     | Jonathan Schmid seit Januar 1936         |      |        | NSDAP     |